# Odontolabis latipennis planiceps
Odontolabis latipennis planiceps es una subespecie de coleóptero de la familia Lucanidae.

## Distribución geográfica
Habita en Ambon (Indonesia).